# 東日本高速道路
東日本高速道路（日语：／ Higashi nihon kōsoku dōro */?）是依據《高速道路株式會社法》而設立的國營企業（特殊會社；NEXCO三社之一）。略稱為NEXCO東日本（ Nekusuko higashinihon）。負責東日本地域的高速公路、快速道路管理運營。

## 概要
2005年10月1日設立。
道路關係四公團採用上下分離方式實施民營化，NEXCO三社負責道路設施的管理營運（上的部分），而道路設施的擁有者則為獨立行政法人日本高速道路保有·債務返還機構。
企業口號為「給你的Best Way」（あなたに、ベスト・ウェイ）。另外，關東支的高速公路廣播結尾，以及新潟支社廣播開頭會加入口號「給你的Best Way。NEXCO東日本」（あなたに、ベスト・ウェイ。ネクスコ東日本）。
企業色是「NEXCO GREEN」。是以東日本、北日本自然為意象所設計、具深度與明亮度的綠色，恰好與東日本旅客鐵道（JR東日本）相同。
支社
- 北海道支社（日语：東日本高速道路北海道支社）（管理事務所：6所、工程事務所：1所） - 北海道札幌市厚別區
- 東北支社（日语：東日本高速道路東北支社）（管理事務所：15所、工程事務所：3所） - 宮城縣仙台市青葉區
- 關東支社（日语：東日本高速道路関東支社）（管理事務所：14所、工程事務所：6所） - 埼玉縣埼玉市大宮區
- 新潟支社（日语：東日本高速道路新潟支社）（管理事務所：4所、工程事務所：1所） - 新潟縣新潟市中央區

## 事業範圍
北海道、東北、關東、信越的部份地域等舊日本道路公團(JH)管理的道路事業範圍。但不包括首都高速公路（為首都高速公路株式會社事業範圍）。另外，東名高速公路、中央自動車道與周邊一般收費道路的關東地方（東京都、神奈川縣）區間為中日本高速公路株式會社事業範圍。

## 管理路線

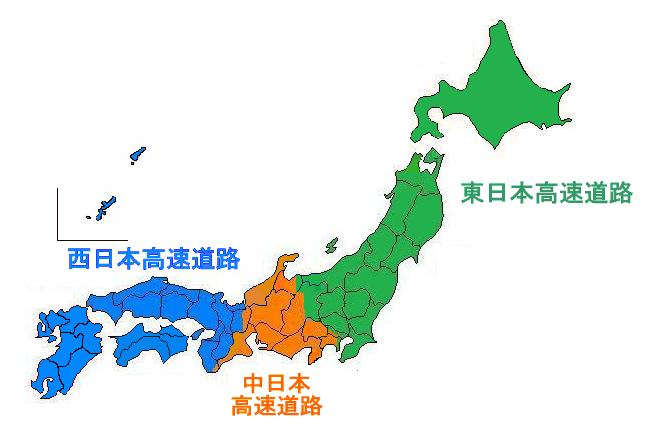
NEXCO各社管轄圖

### 全國道路網

#### 高速自動車國道
- 北海道縱貫自動車道
  - 函館名寄線 道央自動車道
- 北海道橫斷自動車道（日语：北海道横断自動車道）
  - 黑松內釧路線 後志自動車道、札樽自動車道、道東自動車道
  - 黑松內端野線
- 東北縱貫自動車道（日语：東北縦貫自動車道）

- - 弘前線 東北自動車道

- - 八戶線 八戶自動車道、青森自動車道
- 東北橫斷自動車道（日语：東北横断自動車道）
  - 釜石秋田線 釜石自動車道、秋田自動車道
  - 酒田線 山形自動車道
  - 磐城新潟線 磐越自動車道
- 日本海沿岸東北自動車道 日本海東北自動車道
- 東北中央自動車道
  - 相馬尾花澤線 東北中央自動車道
- 關越自動車道
  - 新潟線 關越自動車道
  - 上越線 上信越自動車道
- 常磐自動車道 常磐自動車道
- 東關東自動車道
  - 千葉富津線 館山自動車道
  - 水戶線 東京外環自動車道、東關東自動車道
- 北關東自動車道 北關東自動車道
- 中央自動車道
  - 長野線（安曇野市至千曲市（不包括安曇野交流道（日语：安曇野インターチェンジ））） - 長野自動車道
- 北陸自動車道（新潟市至富山縣下新川郡朝日町（不含朝日交流道）） - 北陸自動車道
- 成田國際機場線 新機場自動車道

#### 一般收費道路（高規格幹線道路連接路線）
A'為高速自動車國道並行一般國道快速道路，B為一般國道快速道路。
- 深川沼田道路（日语：深川沼田道路）（深川留萌自動車道、國道233號（日语：国道233号）、B）
- 苫東道路（日语：苫東道路）（日高自動車道、國道235號、B）
- 百石道路（國道45號 、A'）
- 秋田外環狀道路（秋田自動車道、國道7號、 A'）
- 琴丘能代道路（秋田自動車道、國道7號、A'）
- 湯澤橫手道路（國道13號、A'）
- 仙鹽道路（日语：仙塩道路）（三陸自動車道、國道45號、B）
- 仙台北部道路（國道47號、A'）
- 仙台東部道路（國道6號、A'）
- 仙台南部道路（國道6號）
- 米澤南陽道路（國道13號、A'）
- 東水戶道路（國道6號、A'）
- 首都圈中央聯絡自動車道（圈央道、國道468號（ 秋留野市至稻敷市）、B)
- 京葉道路（國道14號、國道16號 、A'）
- 富津館山道路（國道127號（日语：国道127号）、 A'）
- 第三京濱道路（日语：第三京浜道路）（國道466號（日语：国道468号））
- 橫濱新道（日语：横浜新道）（國道1號・國道16號）
- 橫濱橫須賀道路（國道16號・國道468號、（國道468號路段僅為B））
- 千葉東金道路（國道126號（日语：国道126号））
- 東京灣Aqua Line・東京灣Aqua Line聯絡道（國道409號（日语：国道409号）・國道468號）

#### 其他交通設施
- 日比谷汽車停車場

## 相關企業
- NEX-AREA東日本（日语：ネクセリア東日本）（管理東日本高速道路管區內服務區、停車區）
- NEXCO東日本零售（經營東日本高速道路管區內服務區、停車區直營店舗）
- 高速道路綜合技術研究所（日语：高速道路総合技術研究所）（東日本高速道路、中日本高速道路、西日本高速道路共同研究機關）

## 高速人CAR
高速人CAR（こうそくじんカー）是與三菱日聯日本信販合作的信用卡「E-NEXCO pass （页面存档备份，存于）」、別稱「高速人CARD（こうそくじんかーど）」 的宣傳車。是一輛採用「NEXCO GREEN」（■）塗裝的AE86。

## 相關項目
- 國土交通省　-　自動車交通局（日语：自動車交通局）・道路局
- 中日本高速公路（NEXCO中日本）
- 西日本高速公路（NEXCO西日本）

## 外部連結
- NEXCO東日本 （页面存档备份，存于）
- 地圖 （页面存档备份，存于）
- 預定開通路線 （页面存档备份，存于）
- ドラぷら E-NEXCOドライブプラザ （页面存档备份，存于）